# 專釣大鱷
《專釣大鱷》是1989年上映的香港電影。王晶導演，劉德華、萬梓良、吳君如、江欣燕主演。全片多處模仿1988年荷里活電影《虎膽龍威》。

## 剧情
以公子为首的四个罪犯胁持罪犯电脑专家死火德及杀死惩教署人员越狱，警方高层令资深警员趙快樂与臭口全合作缉捕匪徒。几名逃犯与富商之子林天富勾结，计划抢劫林父的公司金库，并帮助林天富获得公司继承权。死火德未婚妻倀雞英尚在狱中服刑，赵快樂假释倀雞英出狱做为警方线人，展开追查行动。

## 演员
| 演員   | 角色       | 粵語配音 | 備註                                                                                       |
| 劉德華 | 趙快樂     | 劉德華   | 高級督察，前飛虎隊成員，因槍傷而退出飛虎隊。為了籌措母親醫療費而拚命抓悍匪賺取懸賞金       |
| 萬梓良 | 仇厚全     | 萬梓良   | 臭口全 警員，無膽鼠輩，警界笑柄，連開槍都會怕的無能廢警 台灣譯名：臭屁全                   |
| 吳君如 | 倀雞英     | 龍寶鈿   | 囚犯，死火德女友 台灣譯名：野雞英                                                          |
| 江欣燕 | 藍嘉倩     | 何錦華   | 電視台花旦，為人放蕩                                                                       |
| 劉江   | 韋Sir      | 劉江     | 趙快樂上司                                                                                 |
| 張國強 | 死火德     | 張炳強   | 逃犯，電腦專家 台灣譯名：IQ德                                                              |
| 龍方   | 公子       | 朱子聰   | 械劫集團頭目 神秘通緝犯，道貌岸然的斯文敗類，最後被趙快樂殺死                              |
| 陳德光 | 李棚       | 盧雄     | 悍匪 通緝犯，虐待狂，以欺壓死火德為樂，最後被死火德誤推墮樓身亡 角色名字影射國務院總理李鵬 |
| 馬愛迪 | 鹹蝦       |          | 悍匪 逃犯，喜歡威迫人質脱光衣服，最後被臭口全槍殺                                          |
| 簡達華 | 西洋仔     |          | 悍匪 逃犯，被警察槍擊重傷，公子視重傷的西洋仔為負累，瞞著手下殺死他並嫁禍給警察            |
| 陳治良 | 抽筋       | 陳欣     | 悍匪 逃犯，性慾倒錯者，曾經因為性虐待被判入獄                                              |
| 林啟榮 | 赤軍       |          | 悍匪 逃犯                                                                                  |
| 王俊棠 | 林天富     | 陳永信   | 林月亭長子，得知自己得不到總裁繼承權而與公子勾結欲殺父殺弟奪位                             |
| 成奎安 | 江Sir      | 陳永信   | 客串，飛虎隊長                                                                             |
| 魯芬   | 囚犯芬姐   | 盧素娟   | 客串                                                                                       |
| 蘇杏璇 | 趙母       | 盧素娟   |                                                                                            |
| 傅宏達 | 林月亭     | 丁羽     | 喜愛收藏骨董珍寶的富商，林天富、林二公子之父，被前來搶劫的公子槍殺                         |
| 王書麒 | 林二公子   | 陳欣     | 林月亭次子，林天富之弟，林月亭欲傳位於他而引起林天富不滿                                   |
| 肥媽   | 藍嘉倩母親 | 盧素娟   | 客串                                                                                       |
| 曹查理 | 朱利銀     | 盧雄     | 客串，大律師，被埋伏在藍嘉倩家裡的抽筋殺死                                                 |
| 關之琳 | 仇厚全妻子 | 何錦華   | 客串，出走多年，最後跟仇厚全和好                                                           |
| 黃斌   | 二五輝     | 張炳強   | 仇厚全線民，全職工具人                                                                     |

## 名台词
吳君如飾演的「倀雞英」被假釋出來後，誤會萬梓良等人非禮她，並借機逃走，途中撞到一個流動小販。萬擁抱小孩以避開流動小販的滾油時，竟被潑中雙腿，他馬上咆哮道：
- 「好心沒好報！」

在打劫富商林月亭的一幕，悍匪李棚言之鑿鑿地說：
- 「你放心，我李棚敢用人格保证，上面一个人也没有死，尽管他们打我们骂我们，我们都谨记着『打不还手，骂不还口』的原则。」

最終李棚被張國強飾演的「死火德」推下樓身亡，死火德怒火中燒對李棚詛咒：
- 「我從不說謊，除了今天！」
- 「李鵬，你去死吧！」（王晶後來表示，這句台詞乃暗示李鵬要為六四事件問責倒台，有政治隱喻）

## 外部連結
- 開眼電影網上《專釣大鱷》的資料（繁體中文）
- 香港影庫上《專釣大鱷》的資料（繁體中文）
- 时光网上《專釣大鱷》的資料（简体中文）
- 豆瓣电影上《專釣大鱷》的資料 （简体中文）
- AllMovie上《專釣大鱷》的资料（英文）
- 爛番茄上《專釣大鱷》的資料（英文）
- 互联网电影数据库（IMDb）上《專釣大鱷》的资料（英文）